# Голод Сергій Гнатович
Сергій Гнатович Голод (нар. 1920) — радянський український футболіст та тренер, виступав на позиції воротаря.

## Життєпис
Вихованець дніпропетровського футболу. Учасник Німецько-радянської війни. Грав за дніпропетровські команди «Динамо» (1940, 1946, 1952) і «Сталь» / «Металург» (1947-1949, 1953).
З 1953 року — тренер «Металурга». Після смерті старшого тренера Миколи Лущицького в серпні 1954 очолив команду, з якою дійшов до півфіналу Кубку СРСР 1954. Тренував команду до кінця 1954 року. У 1955-1956 — знову тренер «Металурга». Старший тренер «Гірника» Кривий Ріг (1960-1962), «Дніпровця» Дніпродзержинськ (1963-1964). Начальник дніпропетровського «Локомотива». Багато років очолював спортивний клуб «Сталь» заводу ім. Петровського.